# 국가연구소대학교
국가연구소대학교(國家研究所大學校, Korea National University of Science and Technology)는 대한민국 대전광역시 유성구에 본부가 있는 과학기술정보통신부 직할의 대학원 대학이다. 영문 약칭으로 UST라고 일컫는다.
IT, 생명 공학(BT), 나노 기술(NT), 환경 기술(ET), 우주항공 기술(ST) 등
30개의 정부출연연구기관[이하 출연연]이 공동 설립하고 운영하며, 출연연이 세계적 인프라를 활용하여 국가전략 분야의 석, 박사 고급 인력을 양성할 목적으로 설립되었다.
학제적 커리큘럼 중심 교육과 국내외 현장 교육을 통해 산업 현장에서 즉시 활용 가능한 고급 과학기술 인력 양성을 위해,
과학기술계 출연연구소의 연구시설 장비, 연구 인력 및 연구 경험 등을 인력 양성에 적극 활용하고 있으며
교육과 연구의 연계를 통한 출연연구기관의 활성화를 위해 허브 역할을 수행하고 있다.
별도의 학과를 설치하지 않고 기존 대학이 설치, 운영하기 어려운 국가전략분야 전공의 석, 박사, 석박사 통합 과정을 개설하여 운영하고 있으며,
(핵융합, 극지, 항공 위성 등)
석박사 학생들이 참여 연구 기관의 연구 프로젝트 및 산업 현장에 참여하여 현장 중심의 전공 교육을 실시하고 있다.
이에 따라 국내외 랩 로테이션, 다학제적 커리큘럼, 1:1 도제식 교육이 이루어지고 있으며,
전체 출연연구기관의 박사급 이상 약 8,000여 명 연구원 중 1,600여 명을 전임/겸임교원으로 임용하고 있다.
또한, 2013년부터 국가 경제의 활성화를 위해 중소기업이 고급 인력 부족으로 인한 어려움 해결을 위해 기업 맞춤형 계약학과를 도입하였으며, 중소기업과 출연연간 공동 연구 및 기술 교류를 실시하여 중소기업의 많은 호응을 얻고 있다.
UST는 태생부터 출연연 인프라에 기반하여 설립된 국내에서 유일한 국가연구소대학이므로, 기업과의 연계 정착시 그동안 국가에서 요구한 "산학연일체화 대학"을 실현한 국내 유일한 대학으로 성장하고 있다.]

## 설립 근거
- 과학기술분야 정부출연연구기관 등의 설립·운영 및 육성에 관한 법률 제33조[2]

## 연혁
- 2002년 12월: 의원 입법으로 정부출연(연)법을 개정하여 설립 근거 마련
- 2003년 8월: 정부출연법시행령을 개정하여 대학 운영위원회 설치 등 대학 조직 및 운영방안 마련
- 2003년 10월 22일: 교육인적자원부로부터 UST 설립인가
- 2003년 11월 1일: 국무총리 승인을 얻어 정명세 초대총장 취임
- 2004년 3월 3일: 제1회 개교기념 및 입학식
- 2004년 9월 23일: 과학기술분야정부출연연구기관등의설립운영및육성에관한법률 제정으로 국무조정실에서 과학기술부로 이관
- 2006년 2월 17일: 제1회 학위수여식, 석사 15명 배출
- 2007년 10월 22일: 제2대 총장 이세경 박사 취임
- 2008년 2월 29일: 정부조직법 개정으로 과학기술부에서 교육과학기술부로 이관
- 2012년 12월 1일: 제3대 총장 이은우 박사 취임
- 2013년 10월 22일: 국가연구소대학 UST 설립 10주년
- 2014년 3월 2일: 국가연구소대학 UST 개교 10주년
- 2016년 1월: 제4대 총장 문길주 박사 취임
- 2020년 2월: 제5대 총장 김이환 박사 취임

## 교육연구기관 (27개)

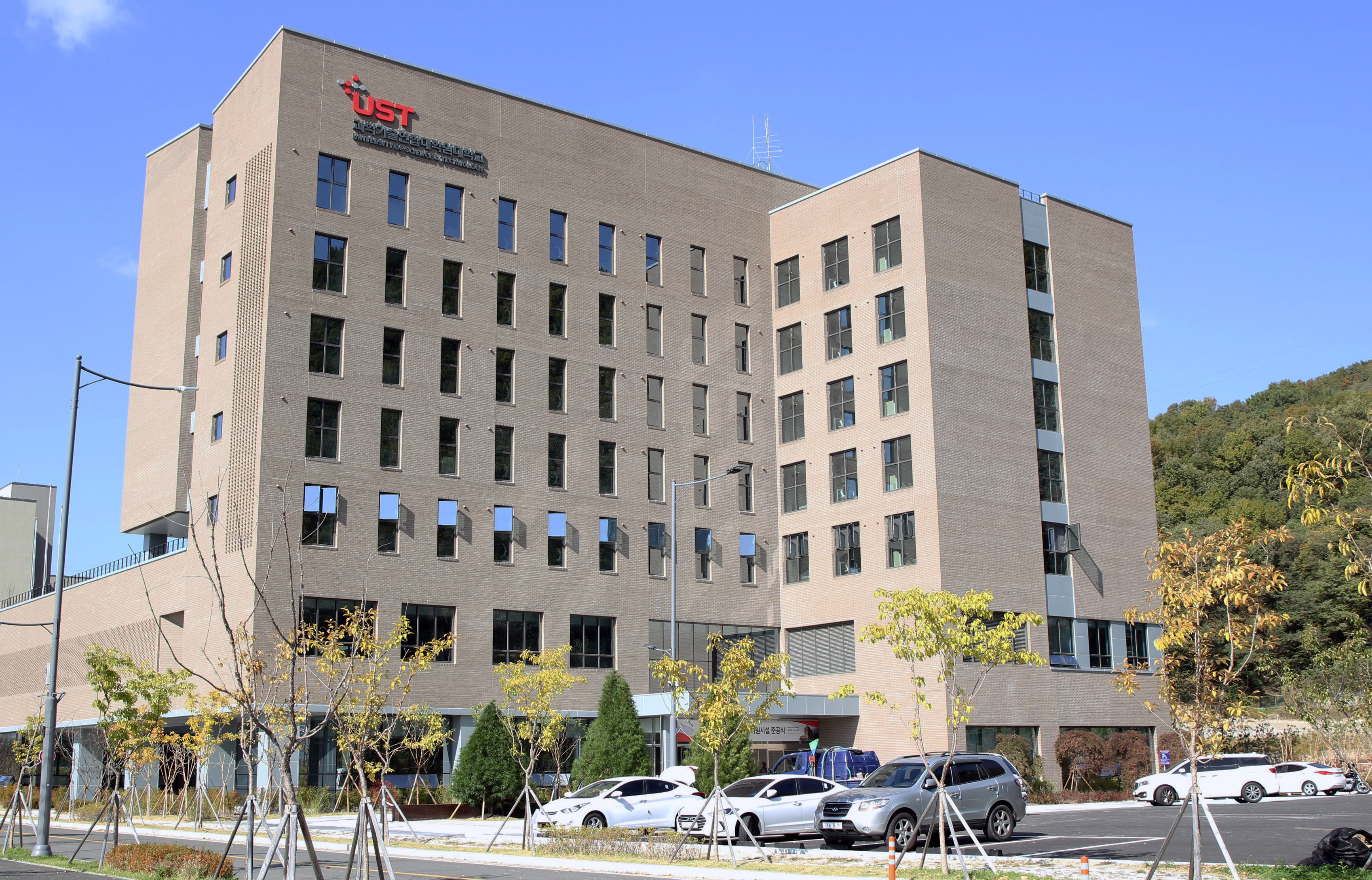
UST 기숙사 대전 기초과학연구원

- 국방과학연구소
- 한국원자력연구원
- 한국원자력의학원
- 한국원자력통제기술원
- 한국건설기술연구원
- 한국전기연구원
- 한국과학기술연구원
- 한국전자통신연구원
- 한국과학기술정보연구원
- 한국지질자원연구원
- 한국기계연구원
- 한국천문연구원
- 한국기초과학지원연구원
- 한국철도기술연구원
- 한국생명공학연구원
- 한국표준과학연구원
- 한국생산기술연구원
- 한국한의학연구원
- 한국식품연구원
- 한국항공우주연구원
- 한국에너지기술연구원
- 한국해양과학기술원
- 한국원자력안전기술원
- 한국재료연구원
- 한국화학연구원
- 한국핵융합에너지연구원
- 기초과학연구원

## 부설기관 (3개)
- 국가수리과학연구소 (기초과학연구원 부설)
- 극지연구소 (한국해양연구원 부설)
- 안전성평가연구소 (한국화학연구원 부설)

## 전공운영
- 학과 설치 없이 국가 과학기술 전략 분야(이학, IT, BT, NT, ET, ST) 중심의 전공만 개설 운영(46개 전공, 2019.8.현재)
- 32개 정부 출연(연) 캠퍼스별 캠퍼스 대표교수 및 각 전공 책임 교수를 중심으로 각 분야별 최고 분야의 전문 교수들이 교육과 연구를 직접 지도
- 전공 책임 교수는 학생들과의 충분한 토론을 거쳐 학생들의 요구에 따라 전공 과목을 변경 또는 개설
- 국내 국립, 사립대학과의 학술 교류 협정 체결을 통해 학생들의 기초 전공 기반 보강

## 교원현황
- 32개 출연(연)의 박사급 이상 연구 인력 활용 - 정부출연(연) 교수요원 약 8천여 명중 1,600여 명 교원 임용
- 2014년 3월 현재 교원은 약 1,600여 명, 학생 약 980여 명
- 학생 대비 교원 비율은 1:1.2 이상(일반 대학과 차별화된 교원 운용)

## 장학혜택
- 모든 학생에게 매월 석사과정 135만원 이상, 박사과정 180만원 이상 연구장려금 지원
- 매년도 우수 연구논문상 표창
- 입학전형료 및 학위논문심사료 무료
- 종합검진 실시, 학생 해외연수 및 해외 학회 세미나 지원, 박사후연수 지원(년 3천만원)

## 연구실적
- 박사 졸업생 첫 배출 이후(2007년 후기) 5년 안에 N S C 1저자 모두 배출(Nature 배승섭 박사, Science 윤보은 박사, Cell 우동호 박사)
- 박사 졸업생 SCI급 이상 학술지 평균 4편 이상, 특허 1.5건 이상(최근 3년간 박사 1인당)
- 취업률 83%(지속 변동) - 출연(연) 36%, 기업 33%, 공공기관 16%, 교육기관 8%

## 같이 보기
- 대한민국의 국립 대학 목록
- 대한민국의 교육